# Phantasie

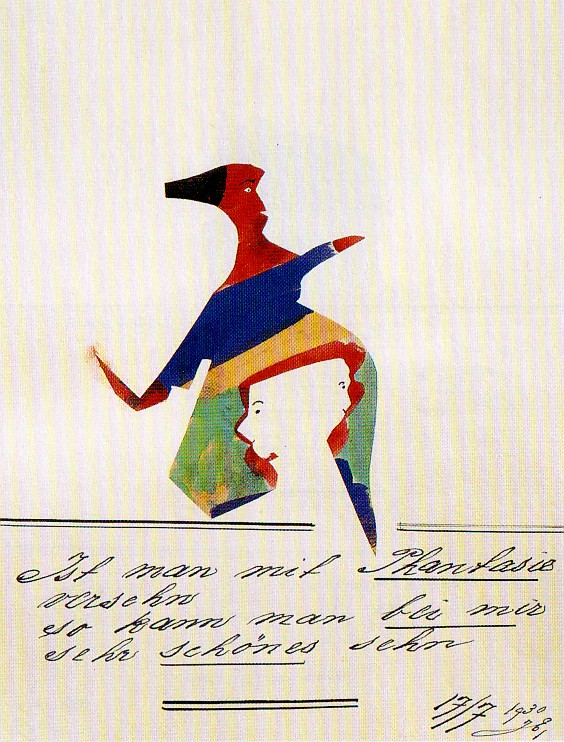
Ist man mit Phantasie versehn
so kann man bei mir sehr schönes sehn, 17/7/1930 (John Elsas)

Phantasie oder Fantasie (altgriechisch φαντασία phantasía „Erscheinung“, „Vorstellung(skraft)“, „Einbildung(skraft)“) bezeichnet eine kreative Fähigkeit des Menschen. Oft ist der Begriff mit dem Bereich des Bildhaften verknüpft (Erinnerungsbilder, Vorstellungsbilder), kann aber auch auf sprachliche und logische Leistungen (Ideen) bezogen werden. Im engeren Sinn als Vorstellungskraft bzw. Imagination ist mit Phantasie vor allem die Fähigkeit gemeint, Vorstellungen und damit eine „Innenwelt“ zu erzeugen, vor allem innere Bilder. Das Resultat dieser schöpferischen Kraft, das einzelne Vorstellungsbild, heißt auch Phantasma. Im heutigen Sprachgebrauch umfasst der Begriff „Phantasie“ in der Regel sowohl die Fähigkeit als auch das Resultat des „Phantasierens“. Das Wort kann auch  Einbildung, Fiktion oder Hirngespinst bedeuten.

## Wortgebrauch und Bedeutung
Aristoteles verstand unter phantasia die Vorstellung als Nachwirkung der Wahrnehmung, die auch ohne Wahrnehmung auftritt.
Die Stoiker und Epikureer unterschieden zwischen phantasia und phantasma.
Nach Wilhelm Wundt ist die Phantasie ein „Denken in sinnlichen Einzelvorstellungen“, ein „Denken in Bildern“. Die „Phantasievorstellung“ ist eine durch apperzeptive Synthese entstandene Gesamtvorstellung.
Phantasie gilt als Voraussetzung für Empathie, die Fähigkeit, sich in andere Menschen einzufühlen und diese zu „verstehen“. Phantasie gilt auch als förderlich für Kreativität und Kunst sowie für zweckgerichtetes Handeln.
Auch in den Wissenschaften ist Erkenntnis ohne Phantasie oft unmöglich. Phantasie spielt etwa eine bedeutende Rolle bei der Synthese von empirischen Beobachtungen und Befunden, die ohne Übersetzungsleistung und Interpretationsarbeit des Forschers keine Aussagekraft besitzen. In der Chemie sind August Kekulé und in der Soziologie Georg Simmel als resultatreich phantasierend hervorgetreten. In der Futurologie ist Robert Jungk mit seiner Zukunftswerkstatt als Vertreter einer politisch engagierten „Phantasiebewegung“ bekannt geworden.
In der adjektivischen Verwendung des Begriffes „phantastisch“ werden manchmal außergewöhnliche Dinge, Situationen oder Ereignisse beschrieben, z. B.: „ein phantastisches Ergebnis“, „ein phantastisches Konzert“. Andererseits sind auch abwertende Aussagen möglich: „das ist zu phantastisch, das glaube ich nicht“ ist synonym mit „du phantasierst“, „du spinnst“.
Duden online definiert Phantast als „Mensch mit überspannten Ideen, der zwischen Wunschtraum und Wirklichkeit nicht unterscheiden kann; Schwärmer“ und empfiehlt die Schreibung Fantast.

## Psychologische Aspekte
Psychologisch beruht Phantasie auf der menschlichen Vorstellungsfähigkeit, die Erinnern und sonstiges Denken in allen seinen Formen ermöglicht.
Psychoanalytisch wird das Auftreten von Phantasie erwartet, wenn Triebe nicht in der Realität ausgelebt werden können. Die Phantasie stellt nach psychodynamischen Vorstellungen dann sozusagen ein Ventil zur Triebbefriedigung dar.
Frühe Experimente der Psychologie mit Studenten wiesen darauf hin, dass das Ausleben von durch Beleidigungen ausgelösten Aggressionen in der Phantasie zum Abbau von aggressiven Trieben führt. Dies widerspricht allerdings neuerer Forschung der Lernpsychologie (sensu Bandura).

## Gemeinsamkeiten und Unterschiede zu Kreativität
Kreativität und Phantasie im Sinne von Vorstellungskraft sind miteinander verwandt, weil beides Denken beinhaltet, das zu einem gewissen Grad der Realität entzogen ist. Kreativität ist aber noch eher mit der Realität als die Phantasie verbunden. Phantasie kann als die Fähigkeit betrachtet werden, über die objektive Welt hinauszugehen. Vorstellungskraft kann daher die Kreativität fördern, obwohl Kreativität mehr als nur die Fähigkeit erfordert, über die Realität hinauszugehen. Kreativität erfordert auch das Kriterium der Angemessenheit oder Nützlichkeit.

## Sonstiges
- Aus der englischen Bezeichnung leitet sich die Literaturgattung Fantasy ab.
- Fantasie (Kompositionsform) ist in der Kunstmusik die Bezeichnung für eine Improvisation oder ein mit eigenen Ideen verziertes Stück.